# Nave Island
Nave Island är en ö i Storbritannien.   Den ligger i riksdelen Skottland, i den nordvästra delen av landet, 600 km nordväst om huvudstaden London. Arean är 0,61 kvadratkilometer.
Terrängen på Nave Island är mycket platt. Öns högsta punkt är 24 meter över havet. Den sträcker sig 1,0 kilometer i nord-sydlig riktning, och 1,1 kilometer i öst-västlig riktning.  Trakten runt Nave Island består i huvudsak av gräsmarker.